# Johann Snell
Johann Snell var Sveriges och Danmarks första boktryckare, verksam i länderna runt Östersjön. Han kom från Rostock.

## Biografi
Johann Snell tryckte Sveriges första bok den 20 december 1483, Dialogus creaturum optime moralisatus alt. Dyalogus creaturum moralizatus ("De skapade varelsernas bästa moral-samtal"). Snell hade troligen själv skurit typerna i Stockholm då dessa inte återfinns någon annanstans. Boken innehåller anfanger av träsnitt och metallgjutna, s.k. lombarder. Utgåvan består av 157 blad. Hans tryckeri fanns på Gråmunkeholmen (n.v. Riddarholmen) vid något klosterhus. Han efterträddes där av Bartholomeus Ghotan.
Hans främsta arbete i Sverige var att trycka Uppsala stifts mässbok 1484, Missale Upsalense vetus. Den är tryckt i svart och rött i 32-rader, med anfanger i fyra storlekar, varav de största upptar fyra rader och är dekorerade bl.a. med heraldiska rosor och grotesker, och de mindre, som markerar nya stycken, lätt kalligrafiska i avvikande färg. Det finns inget komplett exemplar bevarat: av Kungliga bibliotekets exemplar saknas 9 blad. Snell använder tre olika typsnitt för att markera olika textpartier. Förmodligen hade särskilda typer gjutits enkom för detta verk.
Hans boktryckarmärke var två sköldar som hänger från en gren; den ena skölden med tre blad, den andra ett symboliskt korsverk.
Snell tryckte även Danmarks första bok, Gilhelmus Caoursins De obsidione et bello Rhodiano, som handlar om johanniternas försvar av Rhodos mot turkarna, och strax därefter Breviarium Ottoniense. Dessa trycktes i Odense 1482.